# Bohdalín

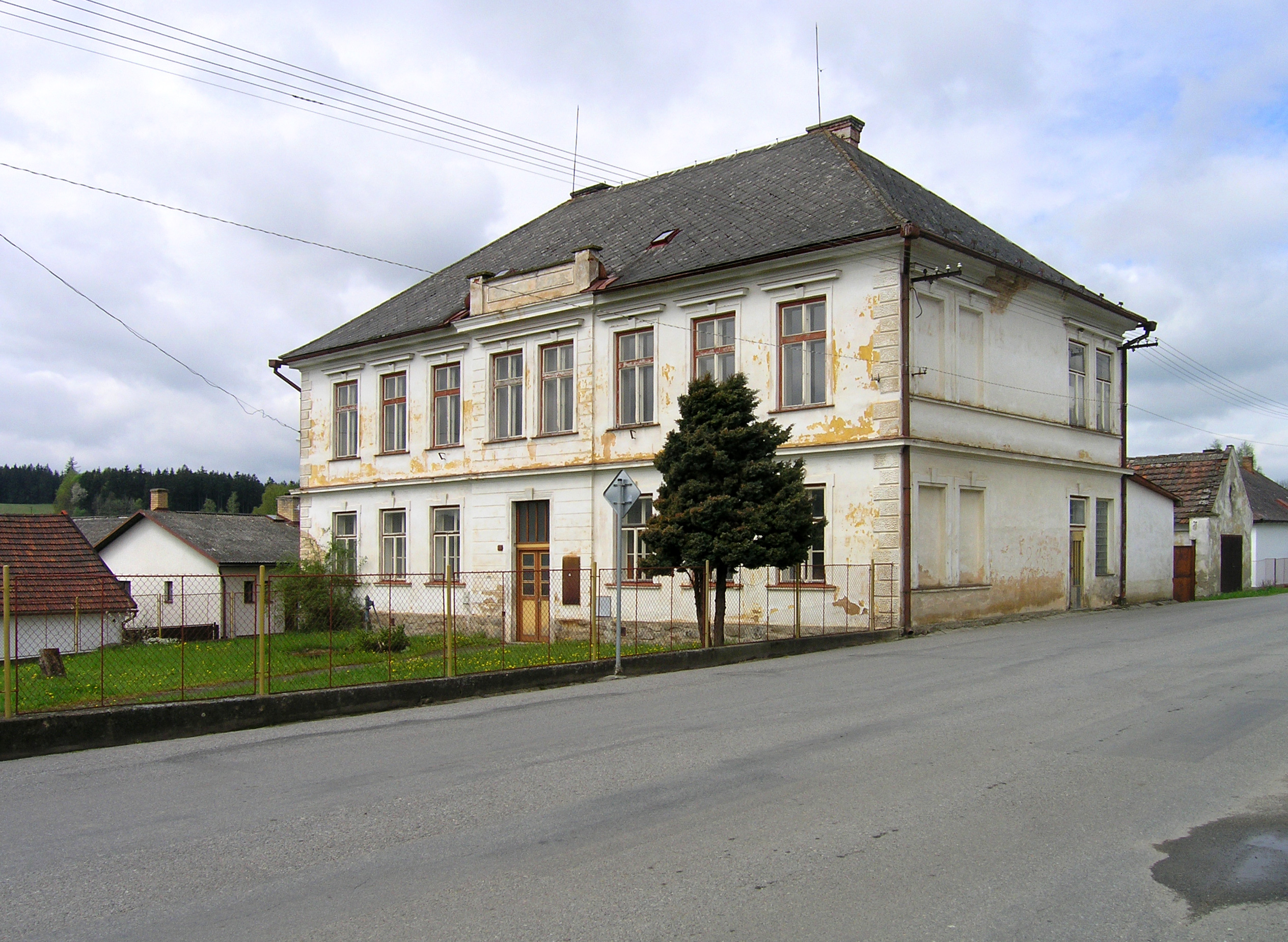
Alte Schule in Bohdalín

Bohdalín (deutsch: Bohdalin, auch Bochdalin) ist eine Gemeinde in Tschechien. Sie liegt 18 Kilometer nördlich von Jindřichův Hradec und gehört zum Okres Pelhřimov.

## Geographie
Bohdalín erstreckt sich unterhalb des Teiches Fýfar am Bohdalínský potok im Süden der Böhmisch-Mährischen Höhe. Nordöstlich des Ortes Chválkov verläuft die Schmalspurbahnstrecke Jindřichův Hradec – Obrataň, deren nächste Station in Včelnička ist.
Nachbarorte sind Benešov im Norden, Dráchov und Nová Ves im Nordosten, Včelnička im Osten, Bukovka im Süden, Betlém im Südwesten, Mirotín im Westen sowie Dvořiště im Nordwesten.

## Geschichte
Erstmals urkundlich erwähnt wurde "Bohdalovo pole" 1379 im Urbar der Rosenberger Güter, zuvor befand es sich im Besitz der Malovec von Lišov. 1610 gehörte das Dorf Václav Vencelík von Vrchoviště, der wegen seiner Teilnahme am Ständeaufstand nach der Schlacht am Weißen Berg seinen Besitz verlor. 1623 kaufte der Spanier Enrique Paradys von Eskaide die Herrschaft Choustník und teilte sie in die Herrschaften Kamenice und Černovice auf, wobei Bohdalín zu Černovice kam. Von den Paradys erbten die Talmberger den Besitz. Im Jahre 1680 brach eine Pestepidemie aus.

## Gemeindegliederung
Für die Gemeinde Bohdalín sind keine Ortsteile ausgewiesen.

## Sehenswürdigkeiten
- Váňova studánka, Wallfahrtsort